# Epidotcsoport
Az epidotcsoport tagjai a szoro- vagy csoportszilikátok között átmeneti szerkezetben önálló ásványcsoportot alkotnak a IV.Szilikátok ásványosztályhoz tartozóan. Jellemzően  monoklin és rombos kristályrendszerben, lapos prizmás alakban jelennek meg, mindig tartalmaznak SiO4 atomcsoport összetevőt. Általános képletük: 
A2B3(SiO4)3OH, ahol A= Ca, Ce, Sr, Y, Pb, Nd és B= Al, Fe3+, Mn3+, V3+. A csoportban kedvelt ékszerkőként használatos változat is van.

## Az epidotcsoport tagjai
- Allanit (La). Névváltozata: lantánallanit.
  - Képlete: Ca(La,Ce)(Fe2+,Mn2+(Al,Fe3+)2(SiO4)(Si2O7)O(OH).
  - Sűrűsége: 4,22 g/cm³.
  - Keménysége: 5,0-6,0 (a Mohs-féle keménységi skála szerint).
  - Színe: barna, fekete.
  - Porszíne: barna.
  - Fénye: üvegfényű, opak.
  - Különleges tulajdonsága: enyhe radioaktivitást mutat.
- Allanit (Y). Névváltozata: Yttroorhit.
  - Képlete: (Y,Ce,Ca)2(Al,Fe3+)3(SiO4)3(OH).
  - Sűrűsége: 3,3-4,2 g/cm³.
  - Keménysége: 5,5  (a Mohs-féle keménységi skála szerint).
  - Színe: barna, fekete.
  - Porszíne: barna.
  - Fénye: üvegfényű.
  - Különleges tulajdonsága: enyhe radioaktivitást mutat.
- Androzit.
  - Képlete: (Mn,Ca)(La,Ce,Ca,Nd)AlMn3+Mn2+(SiO4)(Si2O7)O(OH).
  - Sűrűsége: 4,21 g/cm³.
  - Keménysége: 5,5-6,0  (a Mohs-féle keménységi skála szerint).
  - Színe: vörösesbarna.
  - Porszíne: barna.
  - Fénye: üvegfényű, átlátszó.
  - Különleges tulajdonsága: enyhe radioaktivitást mutat.
- Dissakzit.
  - Képlete: (Ca,Fe,Th)(La,Ce,Ca)(Al,Cr,Ti)2(Mg,Fe,Al)Si3O12(OH,F).
  - Sűrűsége: 3,79 g/cm³.
  - Keménysége: 6,5-7,0  (a Mohs-féle keménységi skála szerint).
  - Színe: barna, fekete.
  - Porszíne: barna.
  - Fénye: üvegfényű, opak.
  - Különleges tulajdonsága: enyhe radioaktivitást mutat. A lantántartalom magasabb, mint a cérium.
- Dollazit.
  - Képlete: CaCeMg2AlSi3O11(OH,F)2.
  - Sűrűsége: 3,86 g/cm³.
  - Keménysége: 6,5-7,0  (a Mohs-féle keménységi skála szerint).
  - Színe: barna.
  - Porszíne: világosbarna.
  - Fénye: üvegfényű, átlátszó.
  - Különleges tulajdonsága: enyhe radioaktivitást mutat.
- Epidot
  - Képlete: Ca2(Fe3+,Al)3(SiO4)3(OH).
- Ferriallanit.
  - Képlete: Ce,Ca)(Fe3+Fe2+,Al)3(SiO4)(Si2O7)O(OH).
  - Sűrüsége: 4,05-4,11 g/cm³.
  - Keménysége: 6,0  (a Mohs-féle keménységi skála szerint).
  - Színe:  fekete.
  - Porszíne: barna.
  - Fénye: üvegfényű, áttetsző vagy opak.
  - Különleges tulajdonsága: enyhe radioaktivitást mutat. Kissé fluoreszkál.
- Gatelit.
  - Képlete:(Ce,Ca,La,Nd)4(Al,Mg,Fe)4(Si2O7)(SiO4)3(O,F,OH)3.
  - Sűrűsége: 4,51 g/cm³.
  - Keménysége: 6,0-7,0  (a Mohs-féle keménységi skála szerint), rideg ásvány.
  - Színe: színtelen.
  - Porszíne: fehér.
  - Fénye: üvegfényű.
  - Különleges tulajdonsága: enyhe radioaktivitást mutat. Kissé fluoreszkál.
- Hancockit. Névváltozata: ólomepidot.
  - Képlete:(Ca,Pb,Sr)2(Al,Fe3+)3(SiO4)(Si2O7)O(OH).
  - Sűrűsége: 4,0 g/cm³.
  - Keménysége: 6,0-7,0  (a Mohs-féle keménységi skála szerint).
  - Színe: barnásvörös,barna.
  - Porszíne: világosbarna.
  - Fénye: üvegfényű vagy fénytelen, átlátszó.
  - Különleges tulajdonsága: enyhe radioaktivitást mutat. Kissé fluoreszkál.
- Khristovit.
  - Képlete:(Ca,La,Nd)(Ce,La,Dy)(Mg,Fe,Cr,Ti,V,Al)Mn2+2Al(SiO4)(Si2O7)(OH)(F,O)..
  - Sűrűsége: 4,05-4,11 g/cm³.
  - Keménysége: 5,0  (a Mohs-féle keménységi skála szerint).
  - Színe: barna, sötétbarna.
  - Porszíne: barna.
  - Fénye: üvegfényű, áttetsző.
  - Különleges tulajdonsága: enyhe radioaktivitást mutat.
- Klinozoizit.
- Mukhinit.
  - Képlete:Ca2Al2V3+(SiO4)3(OH).
  - Sűrűsége: 3,47 g/cm³.
  - Keménysége: 8,0  (a Mohs-féle keménységi skála szerint).
  - Színe: fekete.
  - Porszíne: barnásszürke.
  - Fénye: üvegfényű, áttetsző.
- Nilgatait. Névváltozata: Stronciumklinozit.
  - Képlete: CaSrAl3(SiO4)(Si2O7)O(OH).
  - Sűrűsége: 3,63 g/cm³.
  - Keménysége: 5,0-5,5  (a Mohs-féle keménységi skála szerint).
  - Színe:  zöldesszürke.
  - Porszíne: fehér.
  - Fénye: üvegfényű.
  - Különleges tulajdonsága: rideg, könnyen törik.
- Ortit. Névváltozatai: Allanit(Ce), cériumepidot.
  - Képlete:(Ce,Ca,Y)2(Al,Fe3+3)(SiO4)3(OH).
- Piemontit.
  - Képlete: Ca2(Al,Mn,Fe)3(SiO4)3(OH).
  - Sűrűsége: 3,4 g/cm³.
  - Keménysége: 6,0-7,0  (a Mohs-féle keménységi skála szerint).
  - Színe: sárga, vörös, vörösesbarna, vörösesfekete.
  - Porszíne: vörös.
  - Fénye: üvegfényű.
  - Különleges tulajdonsága: kissé fluoreszkál.
- Strontioplemontit.
  - Képlete: (Ca,Mn3+)(Sr,Ca)Mn3+(Al,Mn3+,Fe3+)2(SiO4)(Si2O7)O(OH).
  - Sűrűsége: 3,65-3,73 g/cm³.
  - Keménysége: 6,0  (a Mohs-féle keménységi skála szerint).
  - Színe: sötétvörös.
  - Porszíne: bíbor.
  - Fénye: üvegfényű.
- Tweddillit. Névváltozata. manganopiemontit.
  - Képlete: CaSr(Mn3+,Fe3+)2Al(Si3O12)(OH).
  - Sűrűsége: 3,6 g/cm³.
  - Keménysége: 6,0-7,0  (a Mohs-féle keménységi skála szerint).
  - Színe: sötétvörös.
  - Porszíne: barnásvörös.
  - Fénye: üvegfényű, átlátszó.
- Vanadoandrozit.
  - Képlete: (Mn2+,Ca)V3+AlMn2+(Si2O7)(SiO4)O(OH).
  - Sűrűsége: 4,04 g/cm³.
  - Keménysége: 6,0  (a Mohs-féle keménységi skála szerint).
  - Fénye: üvegfényű.
  - különleges tulajdonsága: enyhén radioaktív.

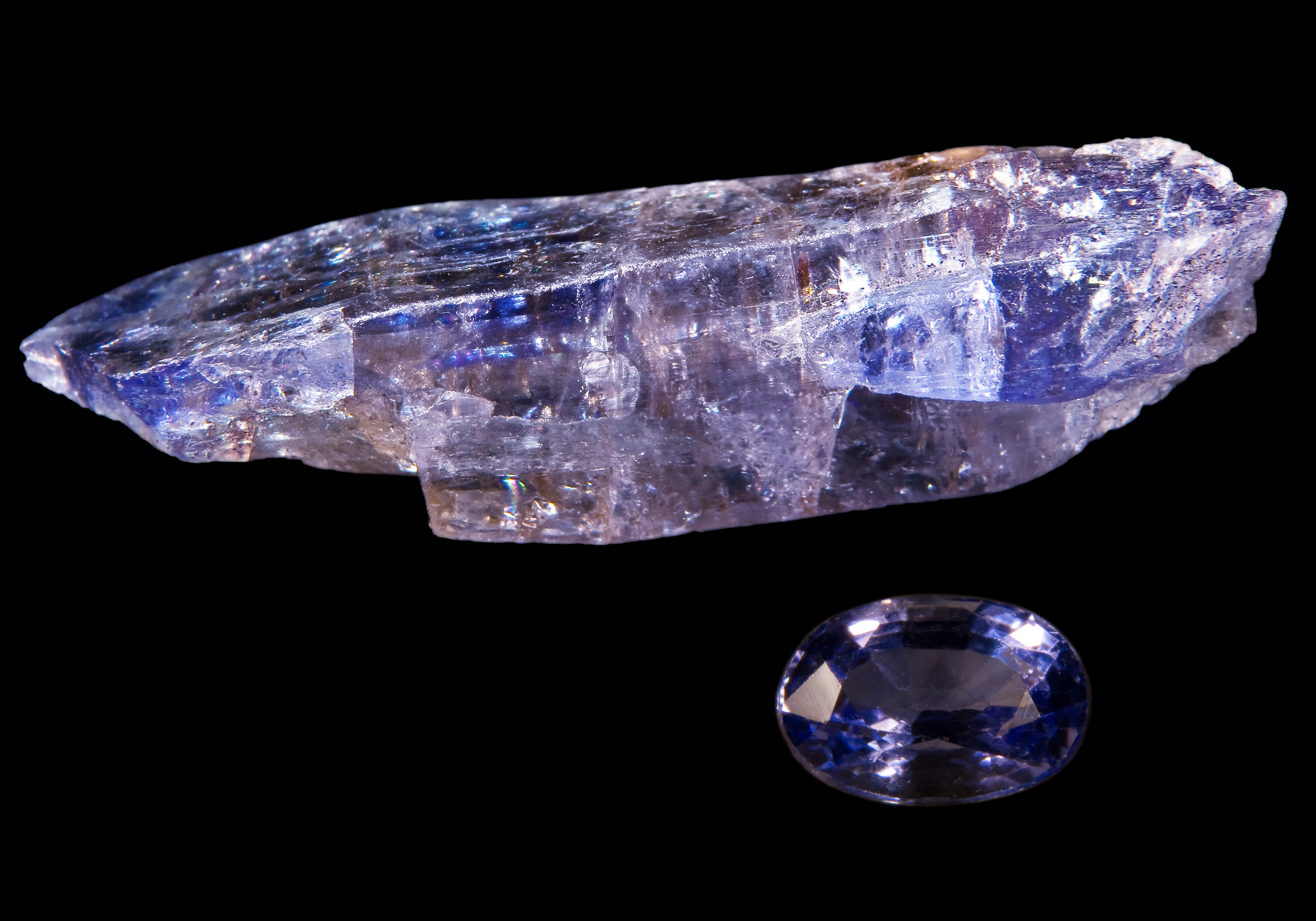
Alakra csiszolt kék zoizit:Tanzanit

- Zoizit. Rombos rendszerben kristályosodik.
  - Képlete: Ca2Al3(SiO4)3(OH).